# Haudonville
Ne doit pas être confondu avec Hadonville
Haudonville est une commune française située dans le département de Meurthe-et-Moselle, en région Grand Est.

## Géographie

### Localisation
- La commune de Haudonville est située dans une plaine resserrée à 1 km au nord-ouest de Gerbéviller ; séparée de ce dernier par  le ruisseau de Moranviller qui se jette dans la Mortagne à l'extrémité sud du territoire communal. À l'ouest du village, se situent les territoires de Moriviller, Franconville et Lamath. En direction de cette dernière commune, à environ 1 km à l'ouest, le territoire comprend une ferme nommée les Bordes.

|              | Lamath      | Gerbéviller |
| Franconville | Haudonville | Gerbéviller |
| Moriviller   |             | Gerbéviller |

La superficie totale du territoire est de 788 hectares. Le village se divise en 4 grandes parties : 1/ Broth; 2/ la Garenne et le Salvon; 3/ les Bordes; 4/ le village.

### Géologie et relief
Le territoire appartient aux formations sédimentaires secondaires : au Nord et à l'Est du territoire, les terrains sont siliceux ; dans les autres parties, ils sont argilo-siliceux.
La géologie du secteur est dominée par les formations du Trias, interrompu par un ensemble d'argile et de calcaire (Keuper) à la jonction avec Gerbéviller, sur le secteur de la vallée de la Mortagne.
Haudonville a une altitude minimale de 230 m et une altitude maximale de 270 m. Le point culminant du village se situe dans le bois de Haudonville, alors que son point inférieur se trouve au cœur de la vallée de la Mortagne au nord.

### Hydrographie
La commune est dans le bassin versant du Rhin au sein du bassin Rhin-Meuse. Elle est drainée par la Mortagne, le ruisseau de Étang (le ruisseau de la Garenne), le ruisseau de Moranviller et le ruisseau le Grand Rupt,.
La Mortagne longe le flanc nord-est de la commune. D'une longueur de 75 km, elle prend sa source dans la commune de Saint-Léonard et se jette  dans la Meurthe à Mont-sur-Meurthe, après avoir traversé 26 communes. Les caractéristiques hydrologiques de la Mortagne sont données par la station hydrologique située sur la commune de Gerbéviller. Le débit moyen mensuel est de 5,37 m3/s. Le débit moyen journalier maximum est de 133 m3/s, atteint lors de la crue du 3 octobre 2006. Le débit instantané maximal est quant à lui de 244 m3/s, atteint le même jour.

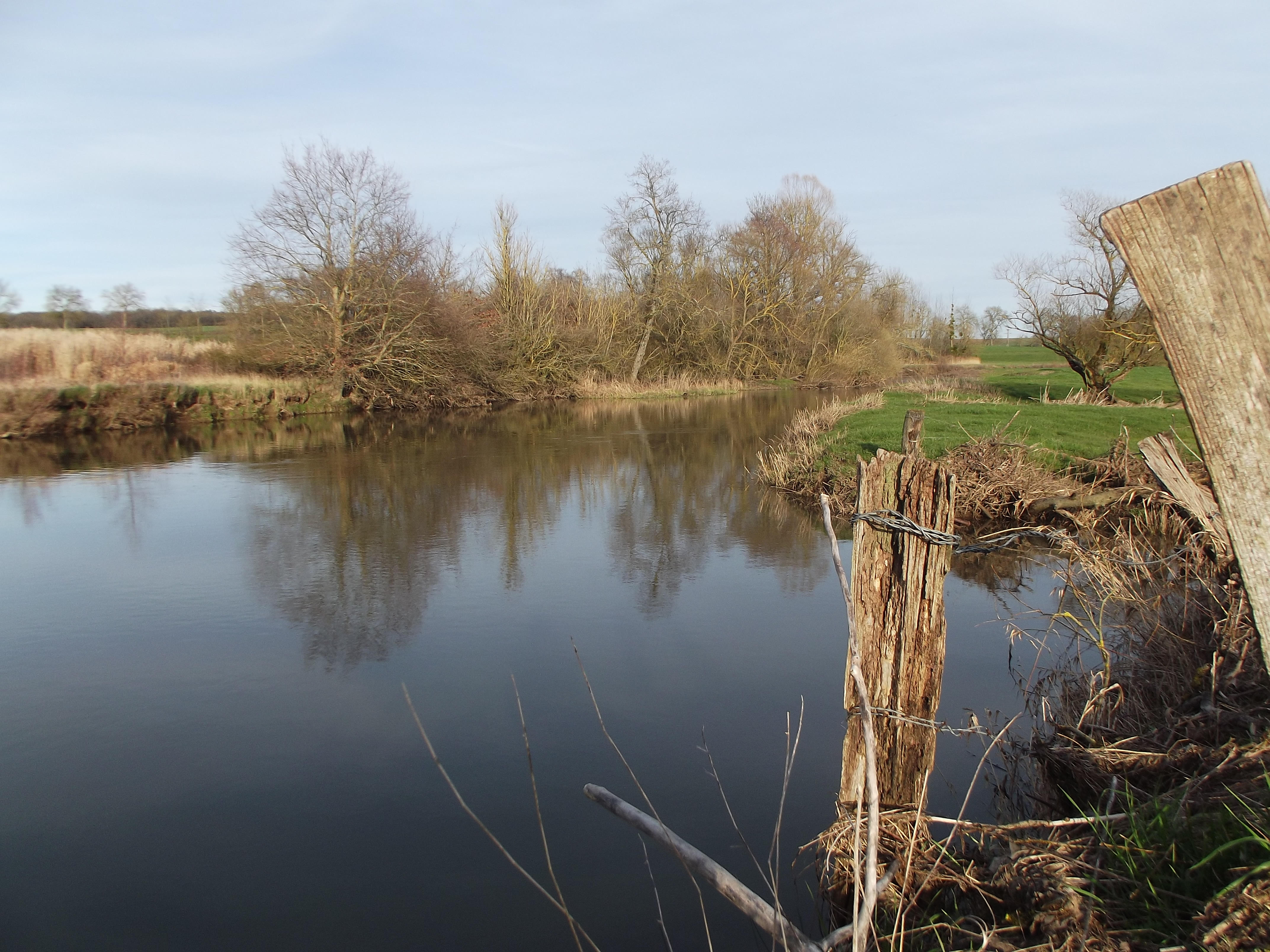
Les abords de la Mortagne au nord de la commune.
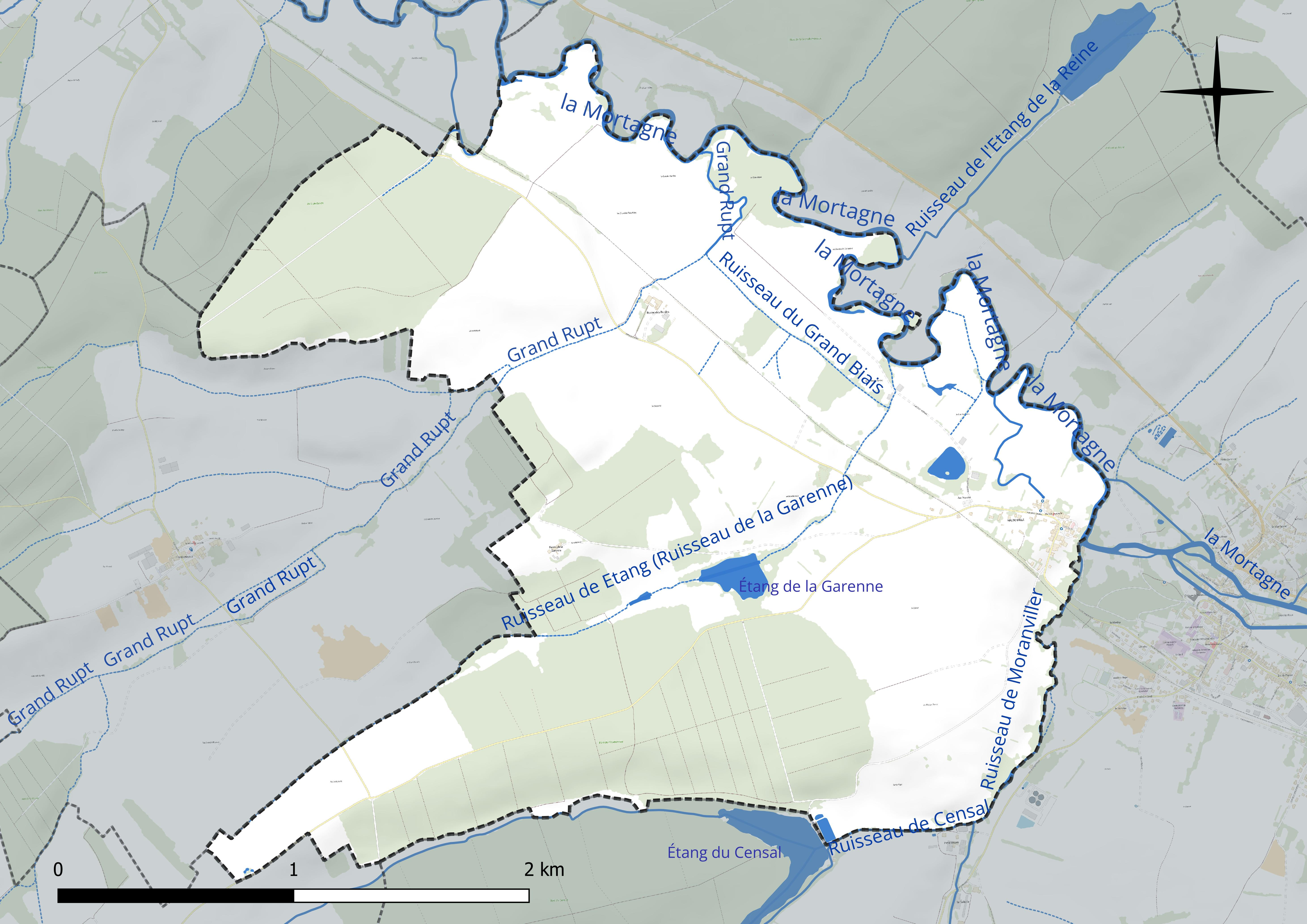
Réseau hydrographique d'Haudonville.

Un plan d'eau complète le réseau hydrographique : l'étang de la Garenne (3,4 ha),.

### Climat
Pour des articles plus généraux, voir Climat du Grand Est et Climat de Meurthe-et-Moselle.
Selon la monographie communale de Haudonville pour l'exposition universelle de 1889, écrite par monsieur Corriger, les vents du sud, du sud-ouest et du nord amènent parfois de violentes bourrasques de vent ; néanmoins avec sa situation privilégiée, le village serait protégé. En effet, la côte d'Essey permettrait de diviser les vents ; une partie d'entre eux irait du côté du nord de Gerbéviller, et l'autre partie vers les villages de Lamath et de Franconville, ainsi que vers Lunéville. Ces informations restent toutefois empiriques et relèvent surtout de la croyance populaire.
En 2010, le climat de la commune est de type climat des marges montargnardes, selon une étude du Centre national de la recherche scientifique s'appuyant sur une série de données couvrant la période 1971-2000. En 2020, Météo-France publie une typologie des climats de la France métropolitaine dans laquelle la commune est exposée à un climat semi-continental et est dans la région climatique Lorraine, plateau de Langres, Morvan, caractérisée par un hiver rude (1,5 °C), des vents modérés et des brouillards fréquents en automne et hiver.
Pour la période 1971-2000, la température annuelle moyenne est de 9,7 °C, avec une amplitude thermique annuelle de 17 °C. Le cumul annuel moyen de précipitations est de 820 mm, avec 12,1 jours de précipitations en janvier et 9,8 jours en juillet. Pour la période 1991-2020, la température moyenne annuelle observée sur la station météorologique de Météo-France la plus proche, « Roville », sur la commune de Roville-aux-Chênes à 15 km à vol d'oiseau, est de 10,3 °C et le cumul annuel moyen de précipitations est de 833,3 mm. 
La température maximale relevée sur cette station est de 40 °C, atteinte le 25 juillet 2019 ; la température minimale est de −24,5 °C, atteinte le 2 janvier 1971,,.
Les paramètres climatiques de la commune ont été estimés pour le milieu du siècle (2041-2070) selon différents scénarios d'émission de gaz à effet de serre à partir des nouvelles projections climatiques de référence DRIAS-2020. Ils sont consultables sur un site dédié publié par Météo-France en novembre 2022.

## Urbanisme

### Typologie
Au 1er janvier 2024, Haudonville est catégorisée commune rurale à habitat dispersé, selon la nouvelle grille communale de densité à sept niveaux définie par l'Insee en 2022.
Elle est située hors unité urbaine. Par ailleurs la commune fait partie de l'aire d'attraction de Nancy, dont elle est une commune de la couronne,. Cette aire, qui regroupe 353 communes, est catégorisée dans les aires de 200 000 à moins de 700 000 habitants,.

### Occupation des sols
L'occupation des sols de la commune, telle qu'elle ressort de la base de données européenne d’occupation biophysique des sols Corine Land Cover (CLC), est marquée par l'importance des territoires agricoles (66,5 % en 2018), une proportion identique à celle de 1990 (66,5 %). La répartition détaillée en 2018 est la suivante : prairies (37,3 %), forêts (33,5 %), terres arables (28,5 %), zones agricoles hétérogènes (0,7 %). L'évolution de l’occupation des sols de la commune et de ses infrastructures peut être observée sur les différentes représentations cartographiques du territoire : la carte de Cassini (XVIIIe siècle), la carte d'état-major (1820-1866) et les cartes ou photos aériennes de l'IGN pour la période actuelle (1950 à aujourd'hui).

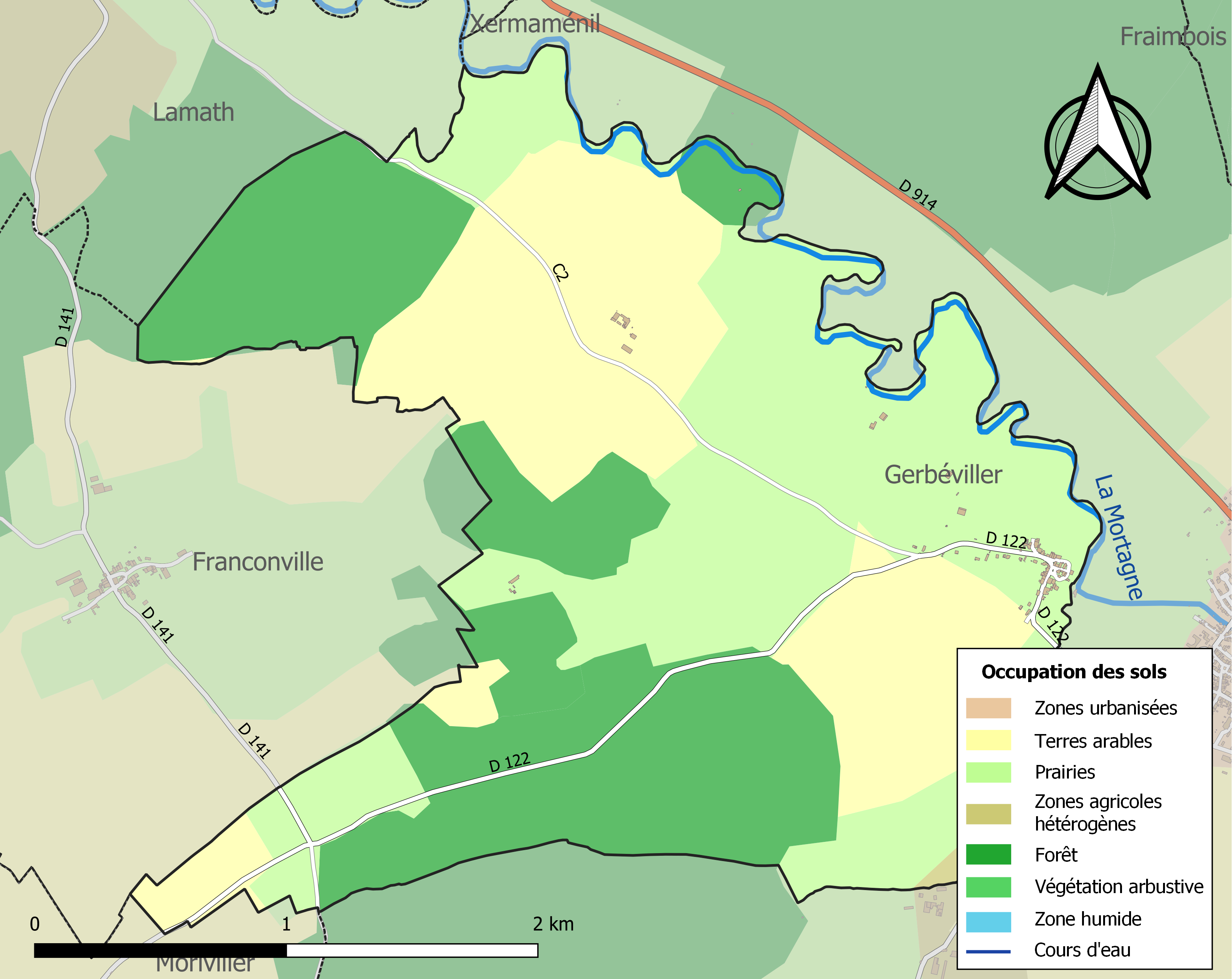
Carte des infrastructures et de l'occupation des sols de la commune en 2018 (CLC).

### Voies de communication et transports

#### Voies routières
La D 122 traversant le village permet de relier la commune avec les villages de Gerbéviller, Franconville et Lamath. La D 914, traversant la commune voisine de Gerbéviller, permet de rejoindre les Vosges et la ville de Lunéville.

#### Transports en commun

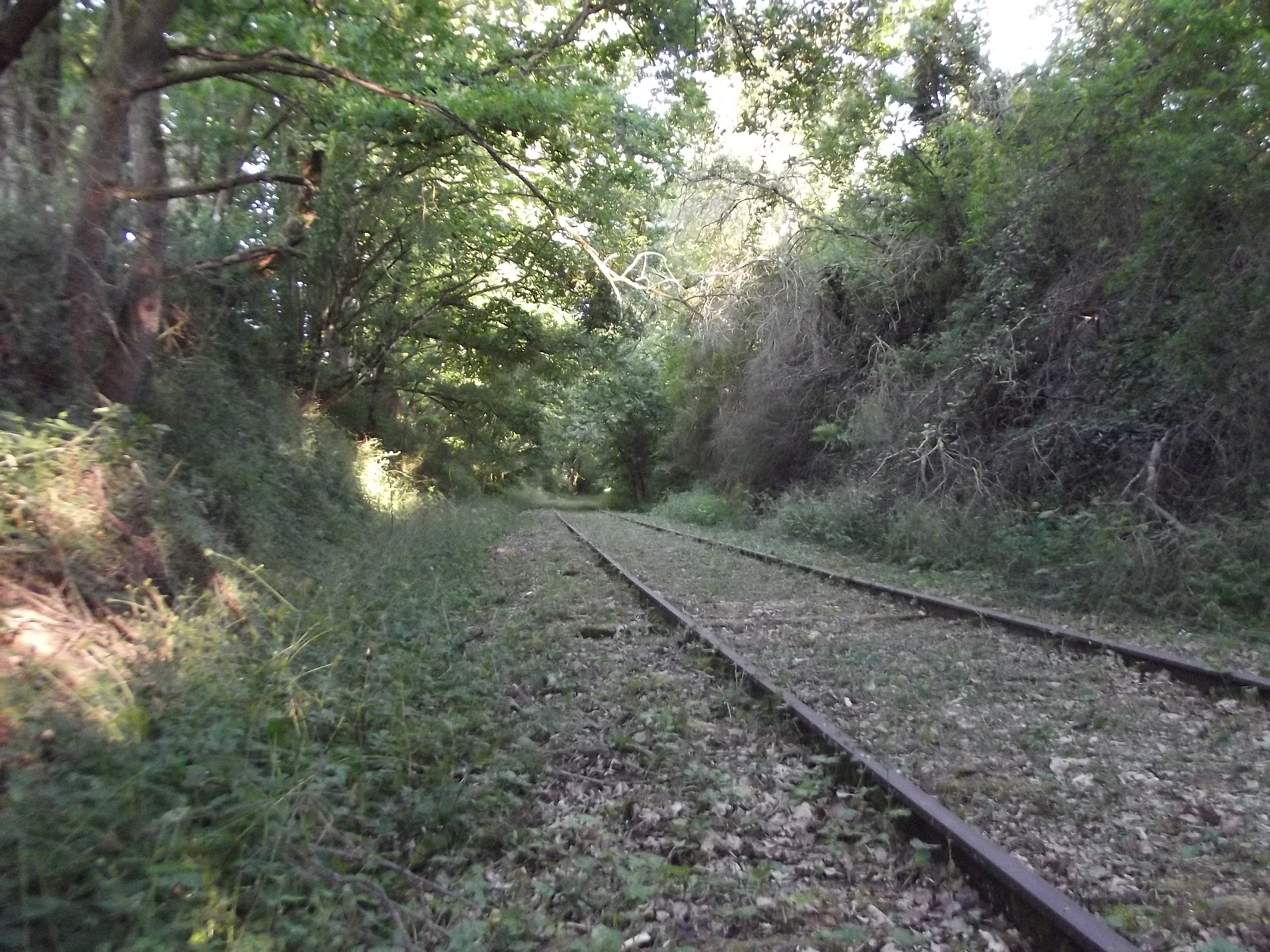
Ancienne voie ferrée reliant Lunéville à Bruyère.

Depuis la fermeture de la ligne de chemin de fer desservant les communes voisines dans les années 1980 (voir photos ci-contre), le village est aujourd’hui desservi par la ligne de bus no 13 allant de Lunéville à Bruyères.

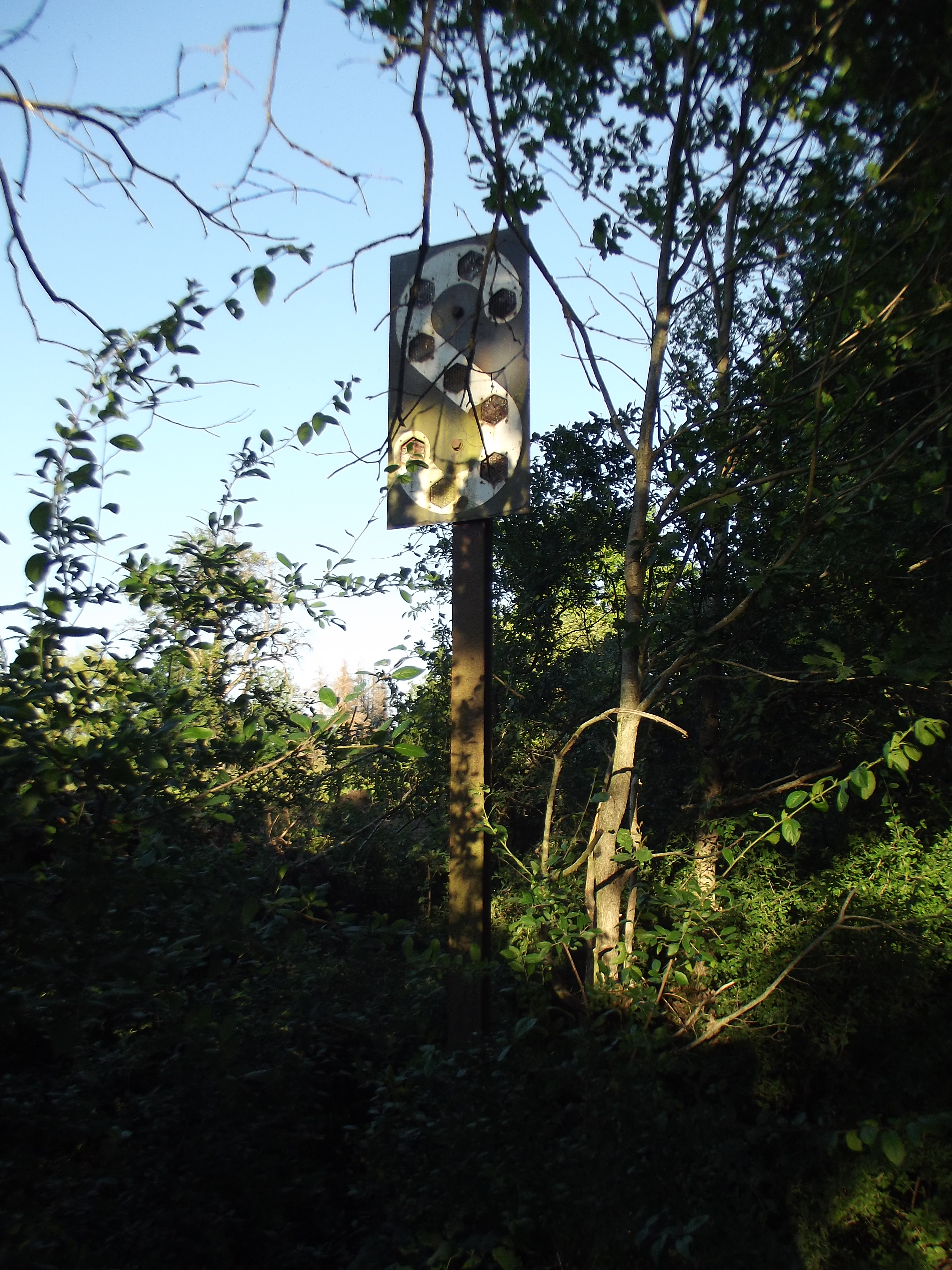
Panneau de signalisation ferroviaire "S" avec dispositifs réfléchissants.

## Toponymie
Le nom de la localité est attesté sous les formes Haidonvilla  (1164) ; Haidunvilla (1182) ; Hadunvilla et Haydunvile (1186) ; Adonvilla (1195) ; Hadonville (1316) ; Haldonville (1393) ; Hadonvilla (1402) ; Hadonville (1414) ; Hauldonville (1433 et 1453) ; Haudonuiller (1488) ; Haudonville-lez-Gerbéviller (1557) ; Haudonville (1793),.
Il s'agit d'une formation toponymique médiévale en -ville au sens ancien de « domaine rural » dont le premier élément Haudon- représente un anthroponyme selon le cas général.
Albert Dauzat qui ne se base que sur les formes en Hald- > Haud- a proposé le nom de personne germanique Haldo, dont le cas régime serait *Haldon > *Haudon.
Remarques : Les formes en Hald-, Haud- sont isolées, puis tardives (à partir de 1433) comme la forme actuelle, alors que les mentions initiales et régulières jusqu'au XVe siècle contiennent toutes un élément Haid- précoce ou Had- généralement plus tardif. Il existe un thème anthroponymique germanique HAD signifiant « bataille », d'où vieux haut allemand Hadu- que l'on retrouve dans les noms de personnes Haduwig, Haderich, Hadebert, etc., d'où l'hypocoristique Haddo (cas régime Haddon) qui parait convenir et que le même Albert Dauzat croit reconnaître dans Hadonville-lès-Lachaussée, commune de la Meuse, à moins d'y voir Haido apparemment utilisé dans les formes les plus anciennes et qu'Albert Dauzat propose pour expliquer Hadol (Vosges, Haidois XIIe siècle; Haidolz XIVe siècle). Il se perpétue quant à lui dans les noms de familles Hède, Hedde, Hédon < *Haidon. Quoi qu'il en soit, ces deux anthroponymes semblent bien représentés dans la toponymie de l'Est de la France, particulièrement en Lorraine. L'altération en Hald- / Haud- pourrait s'expliquer par l'analogie avec les toponymes en Hau(t)- « haut » (< gallo-roman HALTU) et les noms de personnes comme Haudidier, typiquement lorrain, et Haudier (Hald-hari), Haudry (Hald-rik), Haudouin (Hald-win), etc.

## Histoire

### Moyen Age et Renaissance
Haudonville est un vieux village lorrain mentionné pour la première fois au XIIe siècle dans une charte de l'abbaye de Beaupré, mais l'existence d'un domaine rural est sans doute antérieure, c'est-à-dire d'époque mérovingienne ou carolingienne. Pendant une ou plusieurs périodes historiques non définies, Haudonville n'était qu'une dépendance de Gerbéviller.
Dans la tradition locale, le village de Haudonville aurait donné naissance à Gerbéviller. Cette croyance reste cependant très obscure et il semble que cet inégal développement entre ces deux communes soit dû à la qualité de leurs seigneurs. Henri Lepage mentionne le seigneur Dericus (comprendre Deric, probablement germanique Theudo-rik), chevalier de Haudonville, possédant un alleu sur cette commune. Alleu qui par la suite a dû revenir au seigneur de Gerbéviller ; puisque Philippe de Gerbéviller en fit don à l'abbaye de Beaupré en 1225.
À la fin du XVe siècle, les nouveaux mariés de Haudonuiller étaient astreints à une curieuse coutume appelée le droit de coillaige qui consistait à payer deux redevances le soir même du mariage : l'une au seigneur du lieu, et la seconde aux garçons en âge de se marier. Ce qui est très curieux ici, c'est que ces jeunes gens bénéficiaires n'étaient pas ceux de Haudonville, mais ceux de Gerbéviller, Commune voisine, ce qui semble un cas unique pour ce droit.
Le lieu-dit la Garenne, à l'ouest du village, donnerait à supposer qu'en ce lieu, les seigneurs entretinrent une garenne (réserve de chasse).
En 1594, Haudonville fait partie de la prévôté et châtellerie de Lunéville ainsi que du bailliage de Nancy ; les terres de la commune appartenait au prieuré de Beaupré. Au lieu-dit les Bordes, les seigneurs de Gerbéviller venaient y faire soigner leurs vassaux malades et indigents. Sur la route reliant le village à la commune de Lamath, il existait une ladrerie sous la tutelle des moines de l'abbaye de Beaupré. Ces moines ont eu une grande influence dans le développement de la commune. Pour relier leur abbaye aux Bordes, ils construisirent un chemin encore visible aujourd'hui, à travers les bois au nord de la route allant vers Lunéville ; et ils construisirent également un ponton de bois sur la Mortagne, dans les bois au nord de la ladrerie.

#### La seigneurie de Haudonville
Haudonville n'a pas toujours dépendu des seigneurs de Gerbéviller. Philippe de Haraucourt-Haudonville décédé en 1540 se revendique seigneur partiel de Haraucourt, seigneur de Méhoncourt, de Removille et de Haudonville. Sa branche familiale est connue sous le patronyme De Haraucourt-Haudonville. Son petit-fils François de Haraucourt se convertit à la nouvelle religion. Par prudence, il vend ses biens dans sa famille. Il semble être le dernier de cette famille à revendiquer la seigneurie de Haudonville.
En 1710, ce lieu devient une dépendance du marquisat de Gerbéviller, cette dernière affiliée au bailliage de Lunéville. La léproserie des Bordes n'est plus visible aujourd'hui, elle brûla dans un incendie survenu au milieu du XVIIIe siècle ; plus au nord de l'emplacement initial, une ferme actuellement visible y fut construite.

### Époque moderne
Henri Lepage mentionne la mise au bûcher pour sorcellerie de trois personnes du village : Annon et Marguerite Mourel brûlées à Lunéville en 1581 et Antoine Janon en 1609 mais le lieu de son supplice n'est pas indiqué. Henri Lepage précise cependant que les pièces concernant le procès d'Antoine Janon sont conservées.
Selon la monographie communale de Haudonville pour l'exposition universelle de 1889, le lieu-dit la Justice au sud du village rappellerait le lieu d’exécution des condamnés à la peine de mort ; ces derniers étant de Haudonville et de Gerbéviller.
Dans Notice historique et descriptive de la Ville de Gerbéviller, page 49 à 52, l'auteur décrit un rite religieux à la fois empathique, cruel et peu connu pour la conduite en ladrerie des Bordes. Les personnes atteintes de maladie contagieuse étaient supposées inguérissables.
Comme beaucoup de villages lorrains, Haudonville a beaucoup souffert pendant la guerre de Trente Ans. Le village ne comptait plus que deux ménages en 1644 et, en 1710, il n'y avait encore que quinze habitants.

### Religion
L'église aurait été construite vers 1748 selon Henri Lepage ; néanmoins, selon d'autres sources, elle semblerait plus ancienne, sa tour daterait du XVe siècle et son retable du XVIIIe. Selon la monographie des communes de Meurthe et Moselle, l'église aurait été construite vers le milieu du XVIIe siècle en même temps, et à supposer par le même architecte, que les églises de Seranville et de Mattexey, avec lesquels elle possède de nombreuses caractéristiques communes. Cette église est construite en pierre et est dédiée à l'Assomption. Son architecture se caractérise tout d'abord par sa taille. Celle-ci mesure 24 mètres de longueur, 8 mètres de largeur et 7 mètres de hauteur. Son chœur est doté d'une voûte en plein cintre ; la nef se caractérise par son architecture en forme de grange.
L'église ne possédait qu'une cloche avant 1841 ; en 1841, trois nouvelles cloches sont baptisées et introduites au clocher. Ces trois cloches possèdent les inscriptions suivantes :
Grosse cloche : " L'an 1841, j'ai été bénite par Mre Nicolas Champouillon curé de Gerbéviller. J'ai eu pour parrain Mr Stanislas Louis Alfrède Camille de Lamberty comte de Tornielle et pour marraine Mlle Julienne Maria Anne Courtois. Desservant : Mr Auguste Saunier, Mr Jean-Pierre Monchablon maire, Mr Nicolas François Malo adjoint. Par Goussel Brenel et fils à Blevaincourt."
Moyenne cloche : " En 1841, j'ai été baptisée par Mr Champouillon curé de Gerbéviller. J'ai eu pour parrain Mr Jean-Pierre  Monchablon et pour marraine Mlle Marguerite Malo. Goussel Brenel et fils"
Petite cloche : "Fondue en 1841, bénite par Mr Champouillon curé de Gerbéviller, j'ai eu pour parrain Mr François Potier et pour marraine Mme Louise Potier. Monchablon maire. Goussel Brenel et fils."
Pendant le Premier Empire, Haudonville était annexe de Gerbéviller mais le 26 fructidor an II, mourut en prison avant sa libération, François Drouin, curé d'Haudonville ; ce qui sous-entend que le village était une paroisse avant la Révolution française.

## Politique et administration
| Période                                  | Période   | Identité           | Étiquette | Qualité |
| ---------------------------------------- | --------- | ------------------ | --------- | --- |
| Les données manquantes sont à compléter. |           |                    |           | |
| 1935                                     | mars 1983 | Robert Gravier     |           | Président de la JAC de 1930 à 1935 Conseiller général du canton de Gerbéviller (1937-1970) Président du Conseil général (1951-1970) Sénateur (1946-1974) |
| mars 1983                                | mars 2008 | Jean-Marie Gravier |           | |
| 2008                                     | mai 2020  | Bernadette Gauché  |           | |
| mai 2020                                 | En cours  | Michel Gravier     |           | Agriculteur |

## Population et société

### Démographie
L'évolution du nombre d'habitants est connue à travers les recensements de la population effectués dans la commune depuis 1793. Pour les communes de moins de 10 000 habitants, une enquête de recensement portant sur toute la population est réalisée tous les cinq ans, les populations de référence des années intermédiaires étant quant à elles estimées par interpolation ou extrapolation. Pour la commune, le premier recensement exhaustif entrant dans le cadre du nouveau dispositif a été réalisé en 2007.

En 2022, la commune comptait 82 habitants, en évolution de −6,82 % par rapport à 2016 (Meurthe-et-Moselle : −0,13 %, France hors Mayotte : +2,11 %).
| 1793 | 1800 | 1806 | 1821 | 1831 | 1836 | 1841 | 1846 | 1851 |
| ---- | ---- | ---- | ---- | ---- | ---- | ---- | ---- | ---- |
| 139  | 159  | 170  | 177  | 192  | 172  | 168  | 151  | 140  |

| 1856 | 1861 | 1872 | 1876 | 1881 | 1886 | 1891 | 1896 | 1901 |
| ---- | ---- | ---- | ---- | ---- | ---- | ---- | ---- | ---- |
| 124  | 122  | 128  | 122  | 115  | 123  | 128  | 139  | 123  |

| 1906 | 1911 | 1921 | 1926 | 1931 | 1936 | 1946 | 1954 | 1962 |
| ---- | ---- | ---- | ---- | ---- | ---- | ---- | ---- | ---- |
| 127  | 122  | 94   | 106  | 105  | 104  | 102  | 106  | 102  |

| 1968 | 1975 | 1982 | 1990 | 1999 | 2006 | 2007 | 2012 | 2017 |
| ---- | ---- | ---- | ---- | ---- | ---- | ---- | ---- | ---- |
| 107  | 94   | 94   | 93   | 80   | 90   | 91   | 85   | 87   |

| 2022 | - | - | - | - | - | - | - | - |
| ---- | - | - | - | - | - | - | - | - |
| 82   | - | - | - | - | - | - | - | - |

## Culture locale et patrimoine

### Lieux et monuments
- Église de l'Assomption XVIIIe : tour XVe ; retables XVIIIe.

### Personnalité liée à la commune
- Robert Gravier, ancien sénateur de la IVe République, ancien sénateur de Meurthe-et-Moselle, ancien maire de Haudonville pendant 54 ans, ancien président du conseil général de Meurthe-et-Moselle, né en 1905 à Haudonville et décédé en 2005 à Haudonville.

### Héraldique
| Blason de Haudonville | Blason  | Blasonnement : de gueules à deux bars adossés d'argent chargé d'une divise ondée et alésée du même accompagnés en chef et en pointe de deux gerbes d'or. |
| Blason de Haudonville | Détails | Le statut officiel du blason reste à déterminer. |

### Blason populaire
Les habitants étaient surnommés « les sorciers ». Ce surnom a probablement un lien avec l'exécution de personnes condamnées pour sorcellerie. Il y a plus d'un siècle, les villages voisins usaient de ce quolibet à l'égard de Haudonville : « Haudonville, Peutte ville, Peuttes gens, Peteu nâchons d'afants ». Ce qui signifie : « Haudonville, vilaine ville, vilaines gens, vilains enfants nains (ou insignifiants) ».